# Allan Temko
Allan Temko (4. února 1924 – 25. ledna 2006) byl americký architektonický kritik.

## Život
Narodil se v New Yorku a vyrůstal v newjerseyském Weehawkenu. Během války sloužil v námořnictvu a poté studoval na Kolumbijské univerzitě, Kalifornské univerzitě v Berkeley a na Sorbonně. V Berkeley později i vyučoval, stejně jako na Kalifornské státní univerzitě v Haywardu, kde byl v letech 1971 až 1980 profesorem. V letech 1961 až 1993, s krátkou přestávkou v sedmdesátých letech, přispíval do deníku San Francisco Chronicle. Byl autorem knih Notre Dame of Paris (1955) a Eero Saarinen (1962). V roce 1990 získal Pulitzerovu cenu za kritiku. Během studií na Kolumbijské univerzitě se seznámil s Jackem Kerouacem – v jeho knihách Na cestě, Kniha snů a Vize Codyho vystupuje pod jmény Roland Major, Irving Minko a Allen Minko.